# Archives générales de la nation (République dominicaine)
Pour les articles homonymes, voir Archives générales et Archives générales de la nation.
Les Archives Générales de la Nation (espagnol: Archivo General de la Nación) de la République dominicaine recueillent, conservent et valorisent les archives produites par l'administration centrale et par les diverses organisations du secteur public de la République dominicaine. Ces archives nationales ont vu le jour le 23 mai 1935, date de la promulgation d'une loi sur les archives de l’État par le régime de Rafael Trujillo.

En tant que principale institution d’archives du pays, elle gère non seulement les archives historiques remontant jusqu’à la période coloniale et les archives intermédiaires produites par les administrations, mais aussi tout autre type de documents (d’origine publique ou privée) considérés comme ayant une valeur patrimoniale.

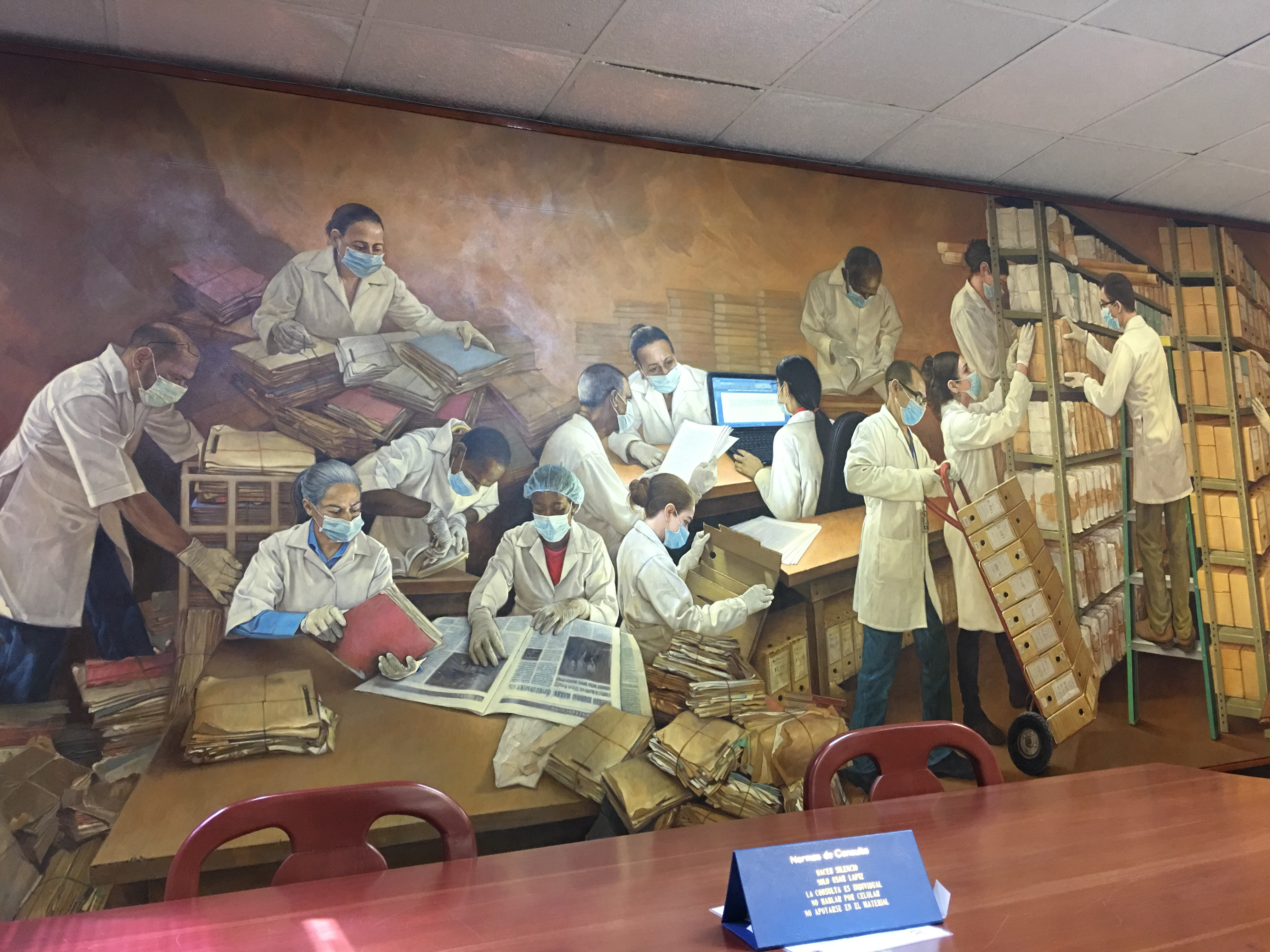
Fresque à l’intérieur des Archives générales de la nation.

Depuis l'an 2000, le centre d’archives est placé sous le contrôle du Secrétariat d’État à la Culture et est nommé, en 2008, comme conseil d’administration du Système National des Archives (Sistema Nacional de Archivos), faisant de l’AGN une entité de droit public, dotée d'une personnalité juridique propre et d'une autonomie financière.
Son siège est situé dans la capitale, Saint-Domingue. Son directeur général est Roberto Cassá, depuis 16 août 2020.

## Histoire

### Des années 1930 aux années 1960

#### Contexte de création
Suivant les ravages de l’ouragan de 1930, dans lequel plusieurs monuments de la capitale furent détruits, l’objet principal des politiques culturelles de l’administration Trujillo s’axèrent sur la protection du patrimoine monumental et documentaire. Dans ce contexte, la Loi 912 sur l’organisation des Archives générales de la nation fut décrétée (1935), faisant de l’Archivo General de la Nación (AGN) le nouveau gardien de tous les documents d’archive historiques des différentes institutions de l’État.
De sa création jusqu’à la fin du régime dictatorial en 1961, l’AGN fut utilisé par l’État dominicain comme « instrument principal des politiques répressives ». Cependant, dans un pays possédant une faible tradition archivistique, la fondation d’une telle institution représentait une grande avancée en matière de gestion et de traitement des archives, jetant ainsi les bases pour ce qui est considéré aujourd’hui comme un symbole de la mémoire collective nationale.

### Des années 1960 aux années 2000

#### Évolution
Depuis sa fondation, l’AGN a subi de nombreuses transformations, tant au niveau structurel qu’organisationnel. Dans les décennies suivant l’assassinat de Trujillo (1961), le centre d’archives national se détériorera graduellement, faute de subventions gouvernementales et d’expertise dans les milieux documentaires.
En 2005, le président de la République, Leonel Fernández, met en place un projet de restructuration et de développement de l’AGN. Jugeant qu’une utilisation adéquate des documents patrimoniaux pouvait contribuer au développement culturel de la nation, le gouvernement Fernández investit principalement dans de nouvelles technologies, permettant ainsi à l’institution de moderniser ses pratiques archivistiques. 
Depuis ce temps, celle-ci est considérée comme l’une des institutions les plus solides du pays, mais aussi comme un modèle à suivre « dans le traitement des ensembles documentaires qu’elle conserve ». De plus, l’AGN concentre ses efforts sur la promotion de normes communes dans la pratique archivistique en offrant de la formation au personnel archiviste du secteur public.
En 2017, l’AGN commence à s’impliquer dans les initiatives des organisations internationales, comme le programme Mémoire du Monde de l’UNESCO, destiné à la préservation du patrimoine documentaire des nations, le « symbole actif de la mémoire collective de l’humanité [traduction libre]».

## Mission
L’Archivo General de la Nación définit sa mission comme étant de:
« Remplir le mandat conféré par la loi de rassembler, sélectionner, organiser, conserver, sauvegarder et diffuser le patrimoine documentaire de la nation, en offrant des services culturels qui garantissent l'accessibilité aux citoyens et contribuent à la diffusion de la mémoire historique documentaire de la nation [traduction libre] ».  

## Organisation des documents d’archive
Depuis sa création, les documents se trouvant à l’intérieur des murs de l’Archive sont organisés en dix sections, suivant les grandes périodes historiques de la République Dominicaine :
1. Ère coloniale espagnole (10-12-1492 au 07-22-1795)
2. Période coloniale française (22-07-1795 au 11-07-1809)
3. Période de l'Espagne Boba (07-11-1809 au 12-01-1821)
4. Indépendance éphémère (12-01-1821 au 02-09-1822)
5. Domination haïtienne (02-09-1822 au 02-27-1844)
6. Première République (12-27-1844 au 18-03-1861).
7. L'annexion à l'Espagne et la guerre de la Restauration (1803-1861 au 12-07-1865)
8. Deuxième République (07-12-1865 au 11-29-1916)
9. Occupation nord-américaine (11-29-1916 au 10-21-1922)
10. Période contemporaine (depuis le 21 octobre 1922)

## Site officiel
- Archivo general de la Nación